# Redlands (Colorado)
Redlands és una concentració de població designada pel cens dels Estats Units a l'estat de Colorado. Segons el cens del 2000 tenia 8.043 habitants.

## Demografia
Segons el cens del 2000, Redlands tenia 8.043 habitants, 3.137 habitatges, i 2.506 famílies. La densitat de població era de 208,6 habitants per km².
Dels 3.137 habitatges en un 29,1% hi vivien nens de menys de 18 anys, en un 72,5% hi vivien parelles casades, en un 4,9% dones solteres, i en un 20,1% no eren unitats familiars. En el 16,7% dels habitatges hi vivien persones soles el 7,7% de les quals corresponia a persones de 65 anys o més que vivien soles. El nombre mitjà de persones vivint en cada habitatge era de 2,55 i el nombre mitjà de persones que vivien en cada família era de 2,85.
Per edats la població es repartia de la següent manera: un 22,6% tenia menys de 18 anys, un 5,1% entre 18 i 24, un 20,7% entre 25 i 44, un 32% de 45 a 60 i un 19,6% 65 anys o més.
L'edat mediana era de 46 anys. Per cada 100 dones de 18 o més anys hi havia 96,2 homes.
La renda mediana per habitatge era de 53.533 $ i la renda mediana per família de 60.667 $. Els homes tenien una renda mediana de 46.250 $ mentre que les dones 27.237 $. La renda per capita de la població era de 29.232 $. Entorn del 2% de les famílies i el 4,1% de la població estaven per davall del llindar de pobresa.

## Poblacions més properes
El següent diagrama mostra les poblacions més properes.